# Koper(II)nitraat
Koper(II)nitraat is het koperzout van salpeterzuur, met als brutoformule Cu(NO3)2. De stof komt voor als een blauw kristallijn poeder, waarvan de hydraten (5 verschillende waarvan het tri- en hexahydraat het meest voorkomen) goed oplosbaar zijn in water en ethanol. De stof is, ook als hydraat, zeer hygroscopisch: de kristallen lossen uiteindelijk op in het water dat aan de lucht wordt onttrokken.
Het anhydraat bezit een orthorombische kristalstructuur, de hydraten een trigonale.

## Synthese
Koper(II)nitraat wordt bereid door reactie van metallisch koper met geconcentreerd salpeterzuur:
{\displaystyle {\ce {Cu + 4HNO3 -> Cu(NO3)2 + 2NO2 + 2H2O}}}
Hierbij ontstaan bruine dampen, die wijzen op de vorming van stikstofdioxide. Dit ontstaat doordat het vrijgekomen stikstofmonoxide (NO) bij de reactie reageert met zuurstof uit de lucht:
{\displaystyle {\ce {2NO + O2 -> 2NO2}}}
Salpeterzuur is op basis van standaard redoxpotentialen het enige minerale zuur dat koper kan oxideren.
Het kan ook bereid worden door reactie van koper met distikstoftetraoxide. Dit is evenwel een minder gangbare synthesemethode.
{\displaystyle {\ce {Cu + 2N2O4 -> Cu(NO3)2 + 2NO}}}

## Toepassingen
Koper(II)nitraat wordt, zoals de meeste nitraten, gebruikt als oxidator. In de organische synthese wordt het in combinatie met azijnzuuranhydride gebruikt als een effectief reagens voor de nitrering van aromatische verbindingen.
Daarnaast kent het ook toepassingen als corrosie-inhibitor, flotatiemiddel en kleurstof. Het wordt soms toegevoegd in boorvloeistoffen en gebruikt bij de synthese van koper(II)oxide.
In de analytische chemie kan het gebruikt worden in een Cu/Cu2+-elektrode. Door deze elektrode via een zoutbrug met kaliumnitraat als elektrolyt te scheiden van de meetoplossing kan de elektrode als goedkope referentie-elektrode gebruikt worden. Hoewel de potentiaal niet exact gedefinieerd is, is de potentiaal stabiel genoeg om tijdens een potentiometrische titratie gebruikt te worden.